# Movement for Economic Change
Das Movement for Economic Change (MEC; Sesotho: Sethala sa Kholiso ea Moruo; deutsch etwa: „Bewegung für wirtschaftlichen Wandel“ bzw. „Plattform für die Erlangung von Besitz“) ist eine Partei in Lesotho. Sie wurde im Januar 2017 als Abspaltung des Lesotho Congress for Democracy (LCD) gegründet und ist seit den Wahlen im Juni 2017 in der National Assembly mit sechs Abgeordneten vertreten.

## Geschichte
Ende 2016 gab es in den beiden größten Regierungsparteien Democratic Congress (DC) und LCD zu Flügelkämpfen und nachfolgenden Abspaltungen. Anführer des Israele-Flügel des LCD war Generalsekretär Selibe Mochoboroane, der im Dezember 2016 aus der Partei ausgeschlossen wurde und das MEC gründete.
In Folge der Abspaltungen wurde die National Assembly auf vorerst unbestimmte Zeit geschlossen. Am 24. Februar 2017 traf das Parlament erneut zusammen. Mochoboroane wechselte daraufhin mit 14 Parlamentariern der ebenfalls neugegründeten Alliance of Democrats auf die Oppositionsbänke. Am 1. März kam es zu einem Misstrauensvotum, das die Opposition durch Rufabstimmung (viva voce) gegen Premierminister Bethuel Pakalitha Mosisili gewann. In der Folge entschied sich Mosisili für Neuwahlen.
Bei den Wahlen im Juni 2017 erhielt das MEC sechs Sitze; Mochoboroane konnte sein Direktmandat, das er als LCD-Mitglied erhalten hatte, verteidigen. Die Partei gehörte der Nationalversammlung fortan als Oppositionspartei an.
Selibe Mochoboroane wurde im Februar 2020 im Zusammenhang mit dem Putschversuch 2014 neben anderen Akteuren wegen Hochverrats angeklagt.
Das MEC unterstützte im Mai 2020 die Bildung einer neuen Koalition, um Premierminister Thomas Thabane abzulösen. Am 21. Mai 2020 wurde Mochoboroane als Minister für Development Planning in das Kabinett Majoro aufgenommen.

## Struktur
An der Spitze steht der Parteivorsitzende, Selibe Mochoboroane. Die MEC Youth League ist die Jugendorganisation der Partei.

## Darstellung
Die Parteifarbe ist blau. Im Wahlkampf trugen Parteimitglieder und Unterstützer blaue Kleidung mit einem weiß-hellblauen Emblem, das eine Uhr und das Motto Ke nako („Es ist Zeit“) zeigt.